# Crocifissione (Bramantino)
La Crocifissione è un dipinto a olio su tela (372x270 cm) di Bramantino, databile al 1510-1512 circa e conservato nella Pinacoteca di Brera a Milano.

## Storia
L'opera è registrata a Brera dal 1806, ma senza saperne la provenienza, né la collocazione originaria. Ipotesi hanno proposto la chiesa di Santa Maria di Brera o il Duomo di Milano, o magari da un deposito dove era stata confinata per l'iconografia poco ortodossa, non ancora chiaramente spiegata. In particolare si è ipotizzato che l'opera vide la luce nell'ambito dei movimenti di riforma religiosa circolanti a Milano all'epoca del dominio francese, poi stigmatizzati da Carlo Borromeo e la Controriforma. Esistono anche ipotesi che vogliono l'opera commissionata direttamente dal maresciallo Gian Giacomo Trivulzio, governatore della città per conto dei Francesi, già committente di Bramantino per i cartoni degli arazzi con i Mesi.

## Descrizione e stile
L'opera risale a dopo il rientro di Bramantino da Roma, quando sviluppò un senso particolare per le quinte architettoniche, qui ben evidenti. Come già sperimentato da altri artisti la crocifissione è divisa in due registri, uno superiore e celeste, con la croce di Cristo al centro tra quelle, in scorcio dei ladroni, e una inferiore e terrestre, con i dolenti e altri personaggi. 
Tra le apparizioni di un sole e una luna antropizzati (con nubi chiarissime e sceniche che ricordano le opere di Albrecht Altdorfer), Cristo, dal corpo levigato e impostato geometricamente (altrettanto lo sono quelli dei due ladroni), è affiancato da un diavolo e un angelo inginocchiati su nubi, che sembrano incedere presso di lui e simboleggiano il destino dei due ladroni.
In basso a sinistra si vede Maria che sta per svenire, sorretta da una pia donna e da Giovanni apostolo, la Maddalena che leva le braccia verso la croce (un motivo quattrocentesco), e altre persone dolenti, come il giovane che si asciuga le lacrime con la manica del mantello, sorprese o indifferenti. Prevale comunque un senso di misuratissima espressione dei sentimenti, con l'artista che sembra piuttosto interessato alla resa plastica dei corpi e dei panneggi semplificati o agli effetti di luce, come nel teschio quasi metallico che si trova al centro della scena in basso, tipico memento mori.
Lo sfondo mostra elementi simmetrici (alberi e un edificio a torre tra le croci), nonché una città arroccata su un crinale, densa di edifici classicheggianti che si dispiegano uniformemente senza sosta.

### Interpretazione
Secondo l'ipotesi (peraltro non unanimemente accettata) di Germano Mulazzani, l'iconografia del dipinto farebbe riferimento a un passo dei Sermones de Oneribus di Aelredo di Rievaulx, descrivendo l'origine della Chiesa dall'ebraismo (il tempio in secondo piano), che deriva dalla tradizione egizia (la piramide) e pagana (le due figure di destra, delle quali una piange in segno di pentimento), mentre Cristo raccorda il Vecchio e il Nuovo Testamento - la luna e il sole. Mentre il demonio si dichiara vinto, inginocchiandosi, la Chiesa (Maddalena) abbraccia la croce riconoscendo in essa la propria origine.